# KIF Helsinki
FC Kiffen 08 – fiński klub piłkarski z siedzibą w Helsinkach, stolicy państwa.

## Osiągnięcia
- Mistrz Finlandii (4): 1913, 1915, 1916, 1955
- Puchar Finlandii: 1958 (finalista)

## Historia
Klub założony został w 1908 roku. W 1930 roku klub debiutował w najwyższej lidze mistrzostw, a w 1978 po raz ostatni zagrał w niej, po czym spadł do drugiej ligi.